# Перепелиця віргінська

Пластина 76 Птахи Америки, на Джон Джеймс Одюбон, зображенням Вірджинії Партрідж.

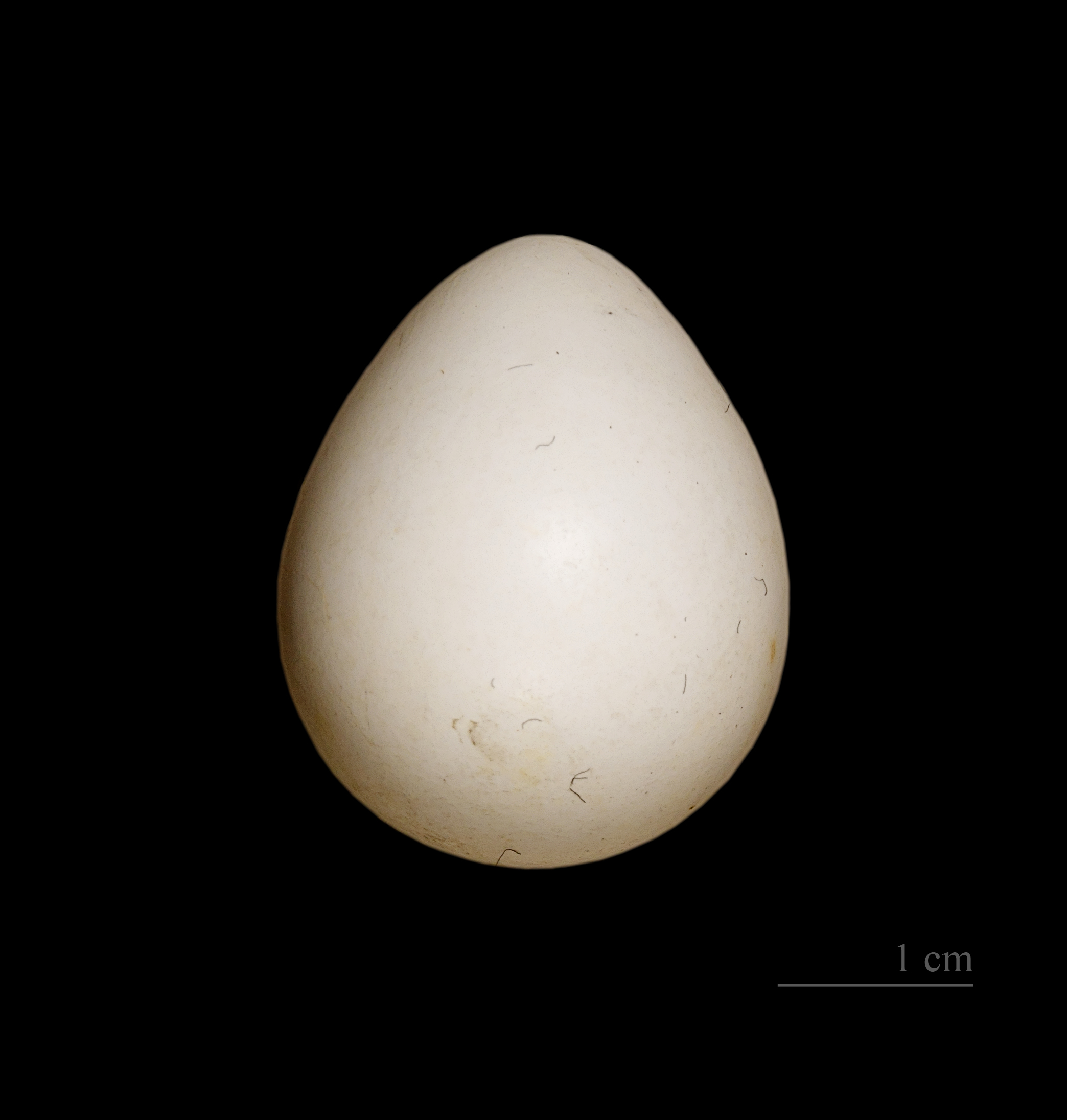
Яйце Colinus virginianus

Перепелиця віргінська (Colinus virginianus) — птах родини токрових (Odontophoridae), що мешкає в Північній Америці і Вест-Індії.
Це птахи середньої величини, дзьоб у них короткий, високий, стиснутий з боків, кінчик наддзьобка з щербинками. Ноги з високим плесном, довгими пальцями і без острогів. У віргінської перепілки від лоба до шиї іде біла, а над нею чорна смуги, потилиця червонувато-брунатна. Пера верхньої частини чорні і обідком охоплюють біле горло, а на зашийку — сірі з білими кінчиками. Верхня частина тіла червонувато-брунатна, нижня — такого ж кольору, але з широкими світлими смужками. На грудях червонувато-брунатна пера з чорною облямівкою. Загальна довжина птаха 22 см, хвіст з 6 см. 
Ці перепілки населяють сільськогосподарські землі, луки із заростями кущів, інколи водяться і в рідких світлих лісах. У травні самиця починає будувати гніздо в неглибокій ямці біля пучка високої трави, вистеляючи його сухою травою і торішнім листям. У повній кладці 8-14 яєць. Насиджування триває 23-24 дні.
У Європі цих перепілок часто утримують в зоопарках і в домашніх умовах.